# François Barbé-Marbois
François Barbé-Marbois (Metz, 1745. január 31. – Párizs, 1837. február 12.) márki, francia államférfi és diplomata.

## Élete
Polgári szülőktől származott. 1769-től 1780-ig több németországi követségnél működött. 1780-ban Amerika konzulja, 1785-ben pedig Santo Domingo főintendánsa volt. 1790-ben visszatért Franciaországba, és követként  mint jelen volt a regensburgi birodalmi gyűlésen. A királyság bukása után visszavonult és 1795-ben Metz polgármesterévé választották. A direktórium 1797-ben  Cayenne-be deportálta, de a Brumaire 18–19-i államcsíny után visszahívták. 1801-ben Napóleon államtanácsossá és kincstári miniszterré nevezte ki. 1803-ban ő vezette a tárgyalásokat Louisianának az Amerikai Egyesült Államokhoz való csatolása érdekében. 1808-tól a legfelsőbb számszék elnöke, és XVIII. Lajos uralkodásakor egy ideig igazságügy-miniszter is volt, 1834-ben lemondott. Terjedelmes emlékiratokat írt a pénzügyről és a nemzetgazdaságról.
Említésre méltó művei: Histoire de la Louisiane (1828) és Journal d'un déporté non jugé (2 kötet, 1834).